# Melochia leucantha
Melochia leucantha är en malvaväxtart som beskrevs av Macbride. Melochia leucantha ingår i släktet Melochia och familjen malvaväxter. Inga underarter finns listade i Catalogue of Life.